# Marilyn Gaston
Marilyn Hughes Gaston (* 31. Januar 1939) ist eine afroamerikanische Kinderärztin. Sie ist bekannt für ihre Erforschung der Sichelzellenanämie.
Trotz Armut studierte sie zunächst Zoologie an der Miami University und 1960 schließlich Medizin an der University of Cincinnati. Sie war eine von nur sechs Frauen, und die einzige Afroamerikanerin in ihrem Jahrgang.
Nach dem Kontakt mit einem jungen Patienten mit Sichelzellenanämie beschäftigte sie sich in Zusammenarbeit mit den National Institutes for Health intensiv mit dieser Krankheit. 1986 publizierte sie eine Studie, in der nachgewiesen wurde, dass eine Langzeittherapie mit Penicillin bei Kindern mit Sichelzellenanämie septische Infektionen verhindern kann. Dies führte dazu, dass der US-Kongress Gesetze zum landesweiten nachgeburtlichen Screening auf Sichelzellenanämie einführte, damit die Behandlung so früh wie möglich beginnen konnte.
1990 wurde Gaston als erste Afroamerikanerin Direktorin des Bureau of Primary Health Care. In dieser Funktion verbesserte sie die medizinische Versorgung für arme und benachteiligte Familien.
Gaston erhielt u. a. den National Medical Association (NMA) Scroll of Merit, den NMA Lifetime Achievement Award, sämtliche Auszeichnungen des Public Health Service und mehrere Ehrendoktorwürden. Der Marilyn Hughes Gaston Day wird in Cincinnati und in Lincoln Heights, Ohio begangen.

## Schriften
- Comprehensive sickle cell center program: a bibliography, 1972-1977. Bethesda, Md., 1977.
- mit Doris L. Wethers, Howard A. Pearson: Newborn screening for sickle cell disease and other hemoglobinopathies. American Academy of Pediatrics, 1989.
- mit Gayle Porter: Prime Time: The African American Woman's Complete Guide to Midlife Health and Wellness. Random House, 2003. ISBN 978-0-345-43216-2.
- mit Robin Miller, Holly Thacker: The Book: Our "Recipes" For Health, Well-Being and Personal Safety. National Speaking of Women’s Health Foundation, 2004.